# Criterio de Condorcet
El candidato de Condorcet o el ganador de Condorcet es el candidato que comparado con el resto es el preferido por el mayor número de votantes. De manera informal, el candidato es la persona que ganaría al oponente en una elección entre dos candidatos. No siempre existirá en un conjunto prefijado de votos, lo que se conoce como paradoja de Condorcet. Pero siempre hay el conjunto de Smith, que tiene los menos candidatos que pueden batir por pares a todos los candidatos que no están en el conjunto. Cuando los votantes identifican a los candidatos y los sitúan en un eje izquierda-derecha y prefieren siempre a los candidatos más próximos a sí mismos, siempre habrá un ganador.
Un sistema de votación cumple el criterio de Condorcet si se elige el ganador cuando existe uno. Cualquier método que cumpla el criterio se ajusta al método de Condorcet. 
El criterio lleva el nombre del Marqués de Condorcet, que fue quien lo desarrolló.